# Лалла Фатима Зохра
Лалла́ Фатима́ Зохра́ (араб. للا فاطمة الزهراء‎; 1929 — 10 августа 2014) — марокканская принцесса, дочь короля Мухаммеда V и сестра короля Хасана II.

## Биография
Лалла Фатима Зохра была единственным ребёнком короля Хасана II от его первой жены Лаллы Ханилы бинт Мамун; вскоре после её рождения родители развелись.
Принцесса Лалла Фатима Зохра вместе с младшими сёстрами Лалла Маликой и Лалла Айшой активно участвовала в продвижении прав женщин, которые в то время не имели в стране гражданских прав. С 1969 по 2003 год она была председателем Национального союза женщин Марокко, открытой организации, которая была направлена для улучшения положения женщин в стране.
Скончалась 10 августа 2014 года в возрасте 85 лет.

## Семья
Вышла замуж за своего двоюродного брата, принца Мулая Али Алауи, у супругов было трое детей:
- Принцесса Лалла Джумала Алауи (род. 1962) — посол Марокко в Великобритании (2009—2016)
- Принц Мулай Абдалла (род. 1965) — бизнесмен
- Принц Мулай Юсуф (род. 1969) — бизнесмен